# The Hills Run Red – Drehbuch des Todes
The Hills Run Red – Drehbuch des Todes (Originaltitel: The Hills Run Red) ist ein Horrorfilm von Regisseur Dave Parker. Er wurde 2009 produziert und erschien direkt auf DVD.

## Handlung
Tyler ist von dem Horrorfilm The Hills Run Red besessen. Diejenigen, die ihn kennen, behaupten, mit dem gestörten Serienmörder Babyface sei er der schockierendste Film, den sie je gesehen haben. Doch der Film sowie Regisseur Wilson Wyler Concannon sind vor einigen Jahren verschwunden und es existiert keine bekannte Kopie des Films. Tylers Forschungen wirken sich auf die Beziehung mit seiner Freundin Serina aus. Als Tyler erfährt, dass Concannons Tochter Alexa in einem Nachtclub arbeitet, besucht er sie dort und fragt nach dem fehlenden Film. Alexa sagt ihm, dass der Film im Haus ihres Vaters in der Mitte eines Waldes sein könnte und Tyler beschließt, die Stelle mit Alexa, Serina und seinem Freund Lalo aufzusuchen. Auf ihrer Reise filmt Tyler einige Interviews mit den Einheimischen der Gegend. Während der Nacht werden sie von Halsabschneidern angegriffen und gefesselt, als plötzlich Babyface auftaucht und die Angreifer ermordet. Er dreht sich auf die Gruppe zu, wird aber von Alexa mit einem Wiegenlied beruhigt. Tyler, Serina und Lalo gelingt es, sich zu befreien und Tyler beschließt, Alexa zu helfen. Lalo und Serina versuchen stattdessen, die Polizei zu rufen.
Während Alexa von Babyface gejagt wird, versucht Tyler, sie zu finden. Er entdeckt ein Bauernhaus, das in The Hills Run Red zu sehen war. Während Tyler sich hinter einem Heuballen versteckt, beobachtet er jemanden vor dem Haus, auf einem Schaukelstuhl sitzend. Lalo und Serina erreichen schließlich mit dem Handy die Polizei, bevor Serina jedoch ihren Standort nennen kann, hält Lalo ihr den Mund zu, weil er jemanden im Busch hinter ihnen sah. Lalo entzündet eine Signalfackel und sieht Babyface vor sich stehen. Er versucht, ihn abzulenken und ruft Serina zu, dass sie weglaufen soll. Serina tut was er sagt, Lalo wird jedoch von Babyface in die Schulter geschossen.
Tyler bricht währenddessen durch ein Fenster in das Haus ein, überprüft alle Räume und findet einen rot beleuchteten Raum, der viele, von der Decke hängende Filmrollen enthält. Einer der Filmstreifen zeigt Tyler und Alexa in dem Nachtclub, ein weiterer, wie sie sich im Hotel aufhielten, was darauf schließen lässt, dass er von Anfang an beobachtet wurde. Beim Verlassen des Zimmers hört Tyler Schreie. Er findet Alexa an ein Bett gebunden und befreit sie. Die beiden verlassen das Haus und finden Serina, aber Babyface durchbricht von innen die Tür und wirft Tyler brutal gegen die Wand. Serina rennt weg, woraufhin Alexa Babyface plötzlich befiehlt, sie zu verfolgen. Tyler fällt bewusstlos zu Boden, als Alexa sich ihm nähert. Serina läuft und versteckt sich unter einem vor dem Haus geparkten Auto. Babyface entdeckt sie dort nicht und verschwindet hinter dem Haus. Sie kommt unter dem Auto hervor und versteckt sich bei erneutem Auftauchen von Babyface in einer Scheune. Im Innern befinden sich zahlreiche tote Körper und die Scheune entpuppt sich als Räucherkammer. Durch einen Spalt sieht Serina Babyface auf die Scheune zu kommen. Als dieser den Raum betritt, kann er sie aber nicht finden und verlässt ihn wieder. Serina taucht daraufhin aus ihrem Versteck, einem blutgefüllten Fass, auf. Vermeintlich in Sicherheit verlässt sie die Scheune, wird aber von Babyface überrascht, welcher schon auf dem Dach gelauert hat.
Tyler wacht auf und findet sich an einen Rollstuhl gefesselt wieder, als Wilson, der fehlende Regisseur von The Hills Run Red erscheint. Der Regisseur erzählt ihm das Geheimnis, warum sein Film so angsteinflößend ist und spielt ein 20 Jahre altes Video vor, auf dem Wilson Concannon mit dem Babyface-Darsteller unzufrieden ist und ihm zeigt, wie man eine Axt schwingt, indem er ihn damit erschlägt. Tyler erkennt den Grund, warum die Filmvorführungen abgesagt wurden und die Darsteller verschwunden sind: Der Film wurde als zu gewalttätig empfunden und die Todesszenen waren real. Wilson schiebt den Rollstuhl in die Scheune, in der Alexa und Lalo, der gefesselt und geknebelt ist, sich ebenfalls befinden. Es zeigt sich, dass Alexa so sein will wie ihr Vater, der Regisseur, und beweist es ihm, indem sie Lalo in einer Art Maschine einquetscht, ihm die Haut aufschneidet und alles auf Kamera aufnimmt. Wilson ist damit nicht zufrieden, weil ihm die Gefühle fehlen und Alexa stumpfe Gewalt anwendet. Die beiden argumentieren, wobei Alexa unter anderem Babyface die Maske vom Gesicht reißt und sein entstelltes Gesicht zum Vorschein kommt. Tyler will daraufhin seinen Freund retten, indem er versucht, Wilson davon zu überzeugen, er könne ihn berühmt machen. Aber Wilson fällt auf den Bluff nicht herein und streitet sich weiter mit Alexa.
In einem Raum neben der Scheune ist Babyface in Besitz der gefangenen Serina. Wilson ruft ihn in den nächsten Raum und Serina ist allein. Sie schafft es, sich von ihren Fesseln zu befreien und entkommt aus dem Raum. Alexa tötet Lalo mit einem Messerstich in die Brust und Wilson erzählt daraufhin seiner Tochter, er sei der einzige Regisseur der Familie, und schießt ihr in den Bauch. Babyface, wütend über Alexas Tod, stürmt auf Wilson zu und wirft ihn zu Boden. Wilson schreit heraus, dass er Babyfaces Vater ist und Alexa erst 13 war, als sie ihn geboren hat. Babyface ist also ein Inzestkind zwischen Vater und Tochter. Tyler nimmt eine Kamera und ermutigt Babyface, Wilson zu töten – was er auch tut, indem er ihm mehrmals ein Messer in den Torso sticht. Babyface will danach Tyler töten, wird zuvor aber von Serina mit einer langen Eisenstange durchbohrt und tödlich verletzt. Alexa lebt jedoch noch und schlägt beide mit einer Schaufel nieder.
Tyler erwacht in einem Kino-ähnlichen Raum im Keller des Hauses. Das Publikum besteht aus den Leichen all derer, die beim Dreh von The Hills Run Red ermordet wurden, einschließlich Lalo und Wilson. Alexa erscheint und gibt Tyler die Gelegenheit, den gesamten Film endlich ungeschnitten zu sehen. Sie verlässt den Raum, als sie den Film startet, und Tyler bekommt all die blutigen Morde an den Schauspielern zu Gesicht. Es bricht ein lautstarkes Gelächter aus und man erkennt, dass er stark blutet, was darauf schließen lässt, dass er verbluten wird. Der Film wechselt nach dieser Szene rasch zum Abspann.
Nach den ersten paar Sekunden des Abspanns folgt noch eine zusätzliche Szene von der an ein Bett gefesselten, mittlerweile hochschwangeren Serina, die ein Kind von Babyface erwartet. Alexa kommt zu ihr, zeigt ihr Babyfaces Maske und fragt sie, ob sie dem Baby wohl gefallen wird. Danach legt sie ihren Kopf auf Serinas Bauch und singt das Wiegenlied. Serina schreit laut und der Abspann läuft weiter.

## Veröffentlichung
Der Film wurde am 29. September in den USA sowie am 16. Oktober in Deutschland von Warner Bros. veröffentlicht. In einem Sondernewsletter teilte die OFDb mit, dass der Film in ungeschnittener Fassung von der SPIO/JK als „strafrechtlich unbedenklich“ eingestuft wurde, also ihr „schweres“ Siegel erhalten hat. Die FSF lehnte einen Antrag auf Ausstrahlung im Fernsehen ab.

## Kritiken
Der Film wurde von den Kritikern mit gemischten Wertungen beurteilt. Auf Rotten Tomatoes erreichte er nur 57 % auf der Bewertungsskala.

## Sonstiges
Der erste Track N8verzehr auf dem Album Schlangensonne der deutschen Dark-Metal-Band Eisregen beginnt mit dem Wiegenlied, das Alexa singt und den Schreien von Serina aus der letzten Szene, in welcher Alexa der Schwangeren die Maske von Babyface bringt.